# Santo Antônio de Lisboa
Santo Antônio de Lisboa là một đô thị thuộc bang Piauí, Brasil. Đô thị này có diện tích 395,799 km², dân số năm 2007 là 5536 người, mật độ 13,99 người/km².